# Acanthophyllum
Acanthophyllum är ett släkte av nejlikväxter. Acanthophyllum ingår i familjen nejlikväxter.

## Dottertaxa tillAcanthophyllum, i alfabetisk ordning[1]
- Acanthophyllum acerosum
- Acanthophyllum aculeatum
- Acanthophyllum adenophorum
- Acanthophyllum albidum
- Acanthophyllum andarabicum
- Acanthophyllum andersenii
- Acanthophyllum anisocladum
- Acanthophyllum bilobum
- Acanthophyllum borsczowii
- Acanthophyllum bracteatum
- Acanthophyllum brevibracteatum
- Acanthophyllum caespitosum
- Acanthophyllum chloroleucum
- Acanthophyllum coloratum
- Acanthophyllum crassifolium
- Acanthophyllum crassinodum
- Acanthophyllum cyrtostegium
- Acanthophyllum diezianum
- Acanthophyllum ejtehadii
- Acanthophyllum elatius
- Acanthophyllum glandulosum
- Acanthophyllum grandiflorum
- Acanthophyllum heratense
- Acanthophyllum heterophyllum
- Acanthophyllum honigbergeri
- Acanthophyllum kabulicum
- Acanthophyllum khuzistanicum
- Acanthophyllum korolkowii
- Acanthophyllum korshinskyi
- Acanthophyllum krascheninnikovii
- Acanthophyllum kurdicum
- Acanthophyllum lamondiae
- Acanthophyllum laxiflorum
- Acanthophyllum laxiusculum
- Acanthophyllum leucostegium
- Acanthophyllum lilacinum
- Acanthophyllum longicalyx
- Acanthophyllum maimanense
- Acanthophyllum microcephalum
- Acanthophyllum mikeschinianum
- Acanthophyllum mucronatum
- Acanthophyllum oppositiflorum
- Acanthophyllum pachystegium
- Acanthophyllum pleiostegium
- Acanthophyllum pulcherrimum
- Acanthophyllum pulchrum
- Acanthophyllum pungens
- Acanthophyllum raphiophyllum
- Acanthophyllum sarawschanicum
- Acanthophyllum scapiflorum
- Acanthophyllum schugnanicum
- Acanthophyllum sordidum
- Acanthophyllum speciosum
- Acanthophyllum spinosum
- Acanthophyllum squarrosum
- Acanthophyllum stenostegium
- Acanthophyllum stewartii
- Acanthophyllum stocksianum
- Acanthophyllum subglabrum
- Acanthophyllum tenuifolium
- Acanthophyllum verticillatum
- Acanthophyllum xanthoporphyranthum
- Acanthophyllum yasamin-nassehiae